# コルレート・ペルティカーラ
コルレート・ペルティカーラ（イタリア語: Corleto Perticara）は、イタリア共和国バジリカータ州ポテンツァ県にある、人口約2,500人の基礎自治体（コムーネ）。

## 地理

### 位置・広がり

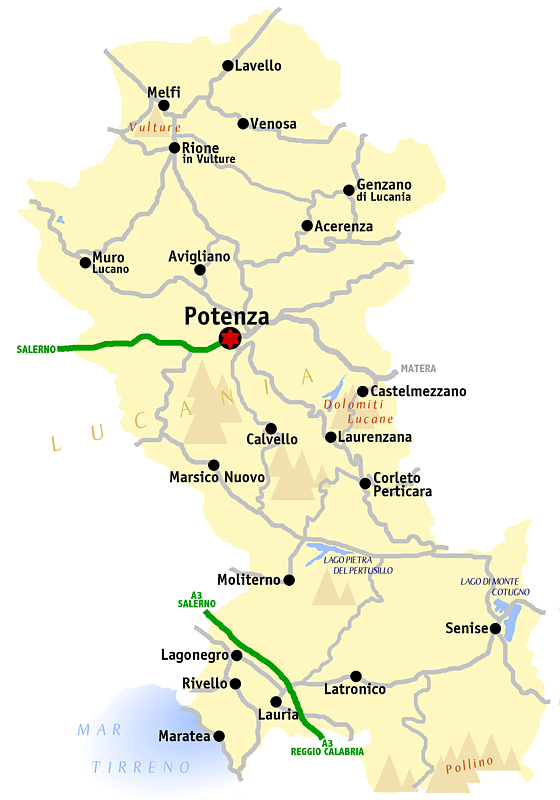
ポテンツァ県概略図

#### 隣接コムーネ
隣接するコムーネは以下の通り。括弧内のMTはマテーラ県所属を示す。
- アルメント
- ゴルゴリオーネ (MT)
- グアルディア・ペルティカーラ
- ラウレンツァーナ
- モンテムッロ
- ピエトラペルトーザ
- ヴィッジャーノ